# Lista de membros da Royal Society eleitos em 1687
Esta é uma lista de Membros da Royal Society eleitos em 1687.

## Fellows
- Jacobus Sylvius  (1647–1689)
- Janez Vajkard Valvasor (1641–1693)
- Benjamin Middleton  (1668–1712)
- Jean de Hautefeuille  (1647–1724)
- William Wotton  (1666–1727)